# Última Morada

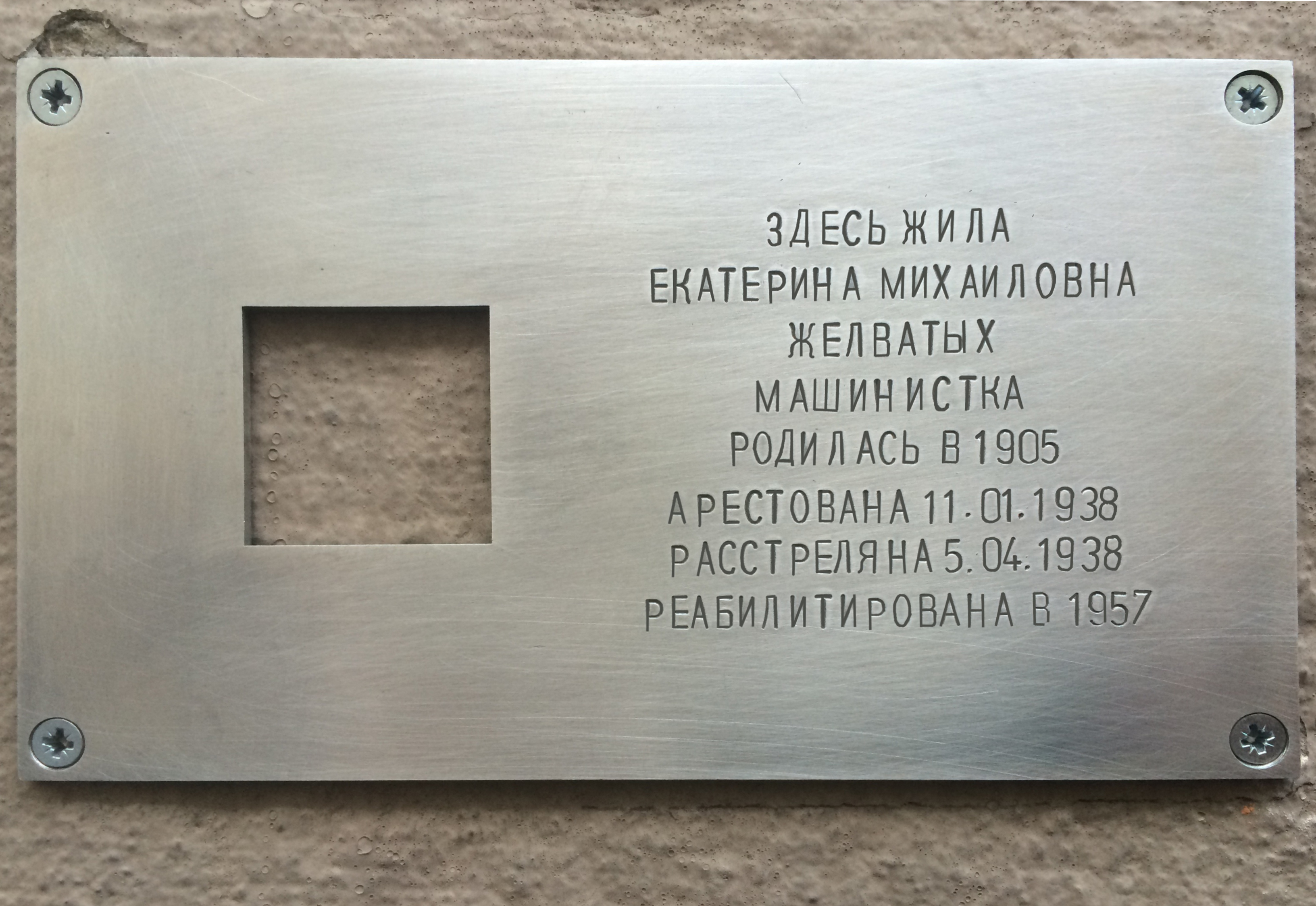

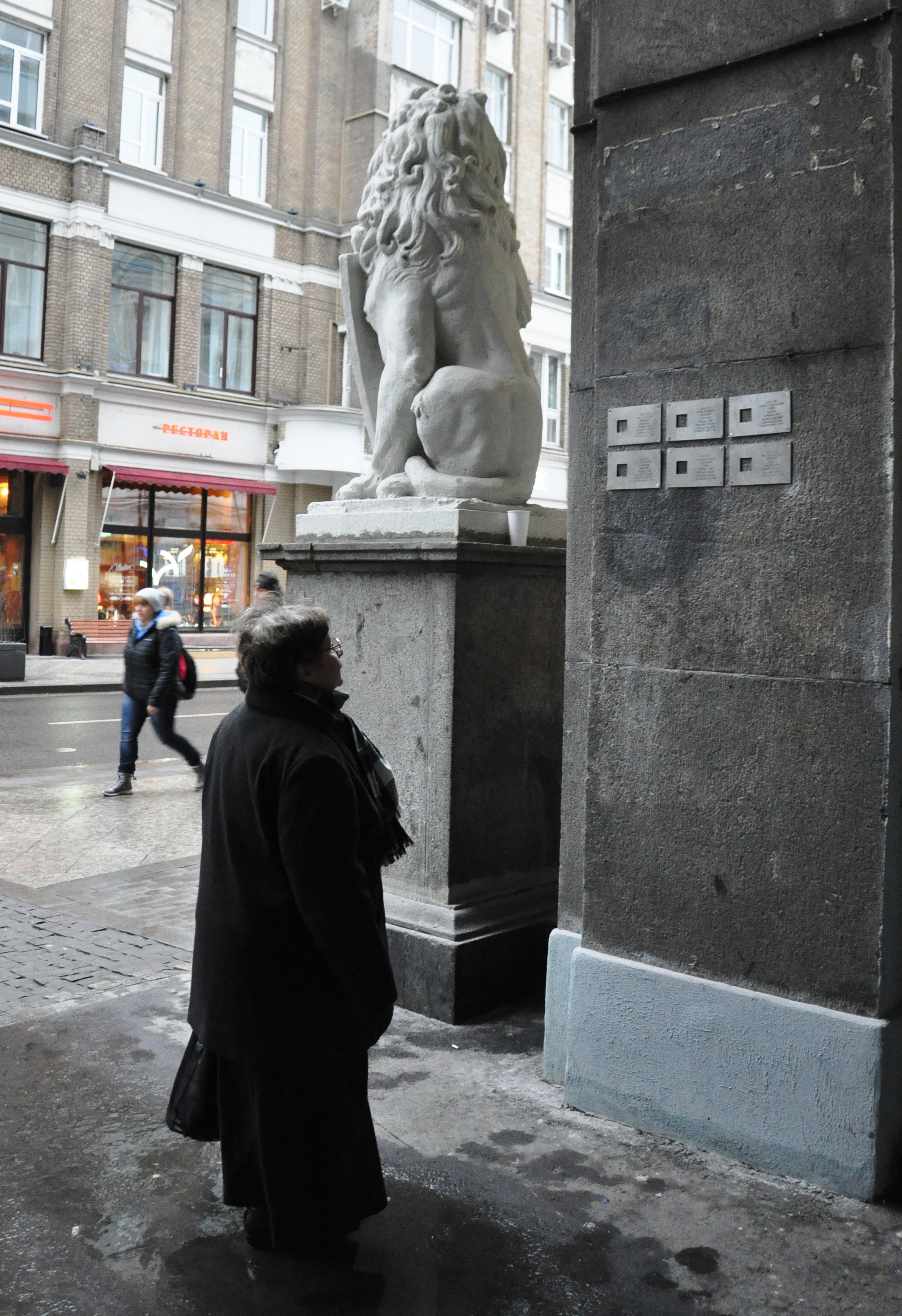

A Última Morada (em russo:  Последний адрес)) é um projeto de memorial público de grande escala, concebido para comemorar a memória de pessoas inocentes que morreram em resultado de repressões políticas cometidas pelas autoridades soviéticas. O seu princípio é "Um nome, uma vida, um sinal". No âmbito do projeto, é instalada uma pequena placa memorial minimalista de metal, do tamanho da palma da mão, de forma retangular, na casa que se tornou a última morada da vítima da arbitrariedade do Estado. A placa contém o nome da pessoa assassinada, o seu ano de nascimento, profissão, datas de prisão, morte e ano de reabilitação legal. No lado esquerdo da placa há um orifício quadrado, que faz lembrar uma fotografia que falta no cartão. O conjunto de muitas placas memoriais personalizadas deste tipo forma uma "rede" memorial espalhada por diferentes cidades do mundo.
The Last Address é um projeto inteiramente cívico e uma prática comemorativa. O seu princípio fundamental é que a iniciativa de instalar cada placa (bem como o seu pagamento) parte de uma pessoa específica que quis homenagear outra pessoa específica que morreu em resultado da repressão política. Pode ser um parente ou amigo próximo da pessoa assassinada, ou um morador da casa que se tornou o último endereço da vítima, ou qualquer outra pessoa que considerasse tal passo importante para si.
A principal fonte de informação sobre as vítimas da repressão política para o projeto é a base de dados multimilionária de nomes recolhida pelo Memorial desde a década de 1990. A Última Morada é a materialização física de facto desta lista virtual. Inspirado no memorial alemão semelhante Stolpersteine, este projeto foi lançado em 2014. Até 2023, mais de um milhar e meio de placas comemorativas foram instaladas em casas de dezenas de cidades. Desde 2017, o projeto ultrapassou a Rússia e tornou-se internacional: os seus sinais começaram a ser colocados na República Checa, Ucrânia, Moldávia, Geórgia, Alemanha e França. Ao mesmo tempo, os autores e investigadores notam que o objetivo da "Última Morada" não é a instalação de milhões de placas "em todas as casas", mas a memória e a reflexão que surgem como resultado da iniciativa.